# Jakob Brand

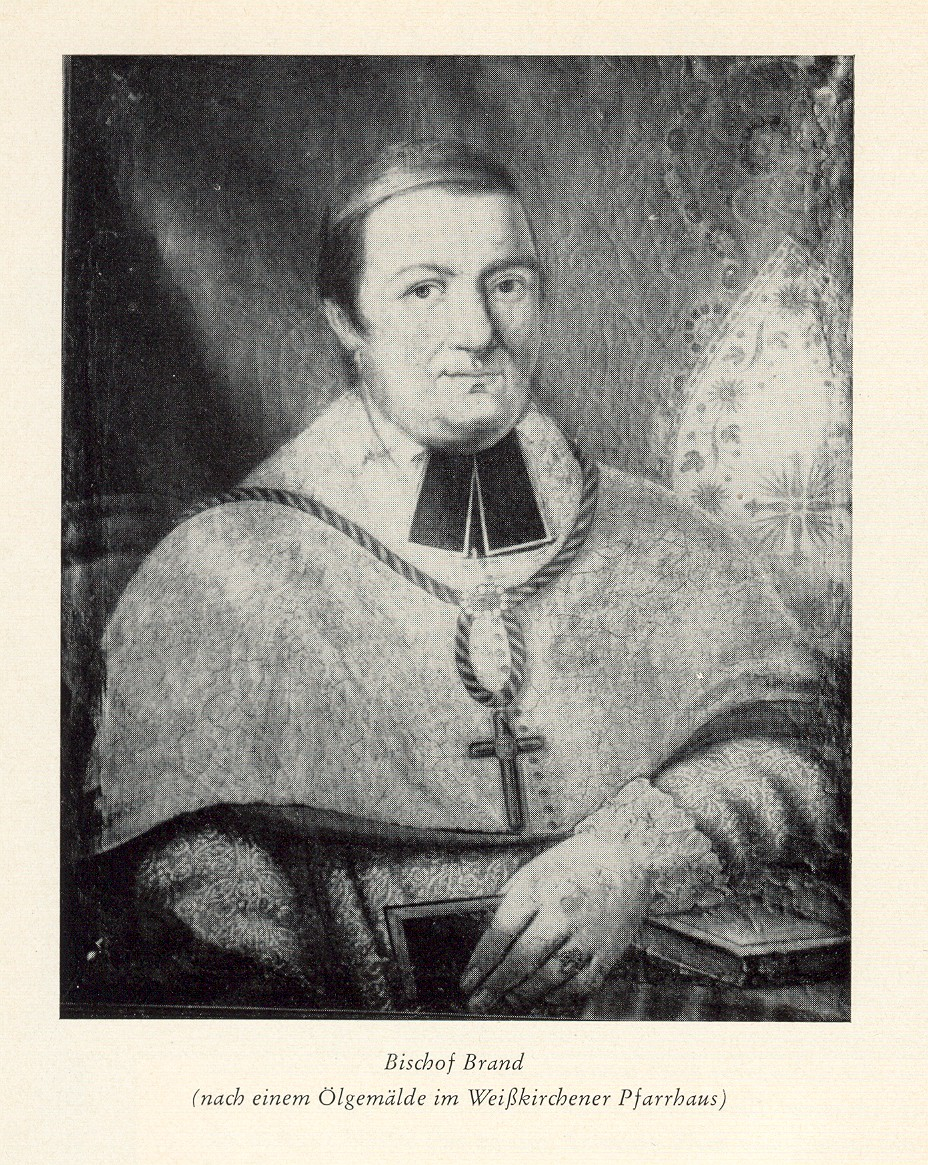
Jakob Brand

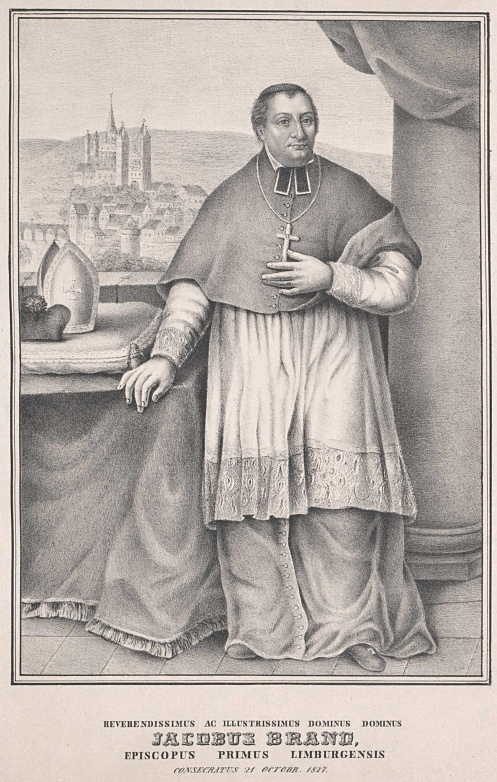
Bischof Jakob Brand vor dem Limburger Dom

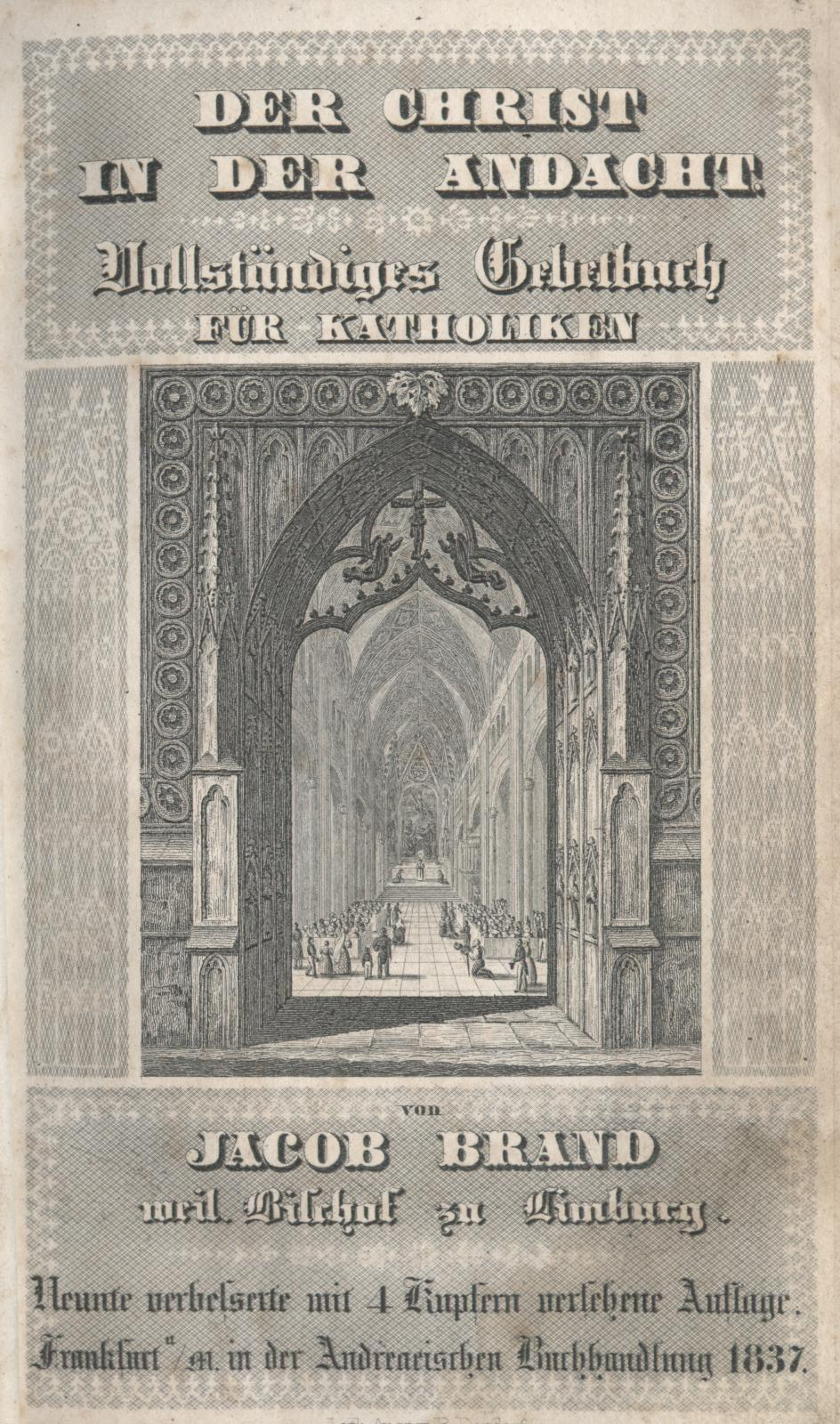
Titelblatt eines Gebetbuches von Jakob Brand.

Jakob Brand (* 20. Juni 1776 in Mespelbrunn; † 26. Oktober 1833 in Limburg) war von 1827 bis 1833 der erste Bischof der Diözese Limburg.

## Leben
Jakob Brand war der Sohn des Oberschultheißen und Verwalters ingelheimischer Güter und Eisenwerke, Peter Brand (* 29. Juni 1753 in Hausen; † 14. Dezember 1824 ebenda) und Maria Eva geborene Roth (* 24. Juni 1756 in Neudorf; † 1. April 1800 in Hausen).
Der aus Neudorf im Spessart (heutiger Name Mespelbrunn) stammende Jakob Brand besuchte 1791 bis 1796 das Gymnasium Aschaffenburg und studierte 1796 bis 1798 in Mainz und Aschaffenburg Philosophie. Ab 1797 war er dort Seminarist für das Bistum Mainz. Im Jahr 1798 schloss er das Studium mit der Promotion zum Dr. phil. ab.
Er empfing am 6. Juli 1802 die Priesterweihe. Ab 1804 war er zunächst Professor am Gymnasium zu Aschaffenburg, von 1809 bis 1827 Pfarrer in Weißkirchen/Taunus und sechs Jahre später Landdechant des Landkapitels Königstein. Brand wurde dem aufgeklärten Flügel innerhalb der katholischen Kirche zugerechnet. Er setzte sich für die Bildung junger Menschen ein und gründete in Oberursel die Industrieschule, eine Vorform der heutigen Berufsschulen. Da es kaum geeignete Lehrbücher gab, entwickelte und publizierte Dechant Brand eigene Unterrichtsmaterialien. 1817 wurde Brand zum Schulinspektor für die Schulen im Inspektionsbezirk Königstein berufen. Von 1825 bis 1832 war er Mitglied der Deputiertenkammer des Nassauischen Landtags. 1832 wurde seine Wahl zunächst für ungültig erklärt, er wurde dann aber erneut gewählt.
1827 vom Herzog von Nassau für den neu errichteten Bischofsstuhl in Limburg vorgeschlagen, wurde er von Papst Leo XII. zum Bischof von Limburg ernannt und empfing die Bischofsweihe am 21. Oktober 1827 in der Kirche St. Kastor in Koblenz durch Trierer Weihbischof Johann Heinrich Milz.
Brand befand sich während seiner gesamten Amtszeit in starker Abhängigkeit zum Herzog von Nassau, der immer wieder in die inneren Angelegenheiten der Diözese eingriff. Er konnte jedoch durch sein diplomatisches Geschick und seine gewinnende Persönlichkeit größere Freiheiten für seine Kirche erringen. So konnte er gegenüber der nassauischen Regierung die Gründung einer theologischen Fakultät in Limburg durchsetzen, die allerdings im Jahr 1834 nach Brands frühem Tod wieder geschlossen wurde.
Der Bischof verstarb am 26. Oktober 1833 und wurde im Limburger Dom beigesetzt.

## Werke
Jakob Brand betätigte sich auch als theologischer Schriftsteller, u. a. verfasste er das mehrfach aufgelegte Gebetbuch „Der Christ in der Andacht“.
Weitere Werke:
- Unterricht in der Geographie. 5., nach d. neuesten politischen u. statist. Verhältnissen berichtigte, u. verm. Aufl. Andreä, Frankfurt a. M. 1828 (Digitalisierte Ausgabe der Universitäts- und Landesbibliothek Düsseldorf)

## Ehrungen
Im Jahr 1821 wurde Brand durch die Universität Würzburg und 1830 durch die Universität Gießen zum Ehrendoktor ernannt. 1825 erhielt er die Ernennung zum Geistlichen Rat.